# São José do Belmonte
São José do Belmonte est une municipalité brésilienne située dans l'État du Pernambouc.